# Слобожанський (оркестр)
«Слобожанський» — молодіжний академічний симфонічний оркестр, єдиний професійний повний симфонічний молодіжний оркестр в Україні. Скорочена назва — МАСО «Слобожанський».
Створений для молодих талановитих музикантів 25-28 років, які навчаються на старших курсах Харківського національного університету мистецтв імені Івана Котляревського, для аспірантів або випускників — молодих викладачів.
Художній керівник оркестру — народний артист України, заслужений діяч мистецтв, професор, перший проректор Харківського Національного університету мистецтв імені Івана Котляревского Гаррій Абаджян.

## Історія
Молодіжний академічний симфонічний оркестр «Слобожанський» був створений в 1992 році за розпорядженням голови Харківської обласної державної адміністрації Олександра Масельського. Перший концерт оркестру відбувся 30 вересня 1992 року в рамках відкриття другого міжнародного фестивалю «Харківські асамблеї». Першим диригентом став Рашит Нігаматуллін. З 1995 року — Шаліко Палтаджян. Директором і піаністом до 1995 року був Володимир Соляник. Ведучою на концертах протягом перших 20 років існування колективу була доктор мистецтвознавства, професор ХНУМ — Олена Рощенко.
У 1996 році був визнаний «Кращим молодіжним симфонічним оркестром Європи» на Європейському музичному фестивалі молодіжних симфонічних оркестрів.
На підставі видатних досягнень у забезпеченні розвитку вітчизняної культури, в 2008 році молодіжний симфонічний оркестр «Слобожанський» отримав статус академічного.
У 2012 році оркестр розпочав роботу над наймасштабнішим своїм проектом «Класична феєрія».
В рамках проведення чемпіонату Європи з футболу «Євро-2012» молодіжний академічний симфонічний оркестр «Слобожанський» брав участь в концертах у фан-зоні на центральній площі Харкова, які транслювалися європейським телебаченням на країни Європи.
У травні 2018 року оркестр виступив на сцені Національної філармонії України. Диригував МАСО «Слобожанський» Аллін Власенко, а сольні партії на скрипці зіграв Валерій Соколов. У листопаді того ж року на концерті «Код Косенко: втрачені партитури видатних українців», оркестром було здійснено перше концертне виконання твору українського композитора Віктора Косенка — «11 етюдів у формі старовинних танців». У квітні 2019 року відомий скрипаль Даніїл Австріх дебютував з МАСО «Слобожанський» як диригент. А 10 травня 2019 року, на концерті «Містична» Червона скрипка" з оркестром виступила американська скрипалька Елізабет Піткерн, яка грає на скрипці Антоніо Страдіварі — «Червоний Мендельсон» 1720 року. Цей концерт став першим виступом американської скрипальки в Україні.

## Співробітництво з диригентами та музикантами
В оркестрі немає постійного диригента. Колектив прагне залучити до співпраці найкращих майстрів диригентського мистецтва, що представляють різні національні школи симфонічного диригування. Протягом свого існування молодіжний оркестр працював з різними диригентами, композиторами і музикантами з усього світу.

### Диригенти
- Кирило Карабиць[1] (Україна);
- Аллін Власенко[2] (Україна);
- Володимир Сіренко[4] (Україна)
- Віктор Плоскіна[9] (Україна)
- Микола Дядюра[10] (Україна);
- Вікторія Жадько[11] (Україна);
- Вячеслав Редя[12] (Україна);
- Петро Товстуха[13] (Україна);
- Віталій Протасов[14] (Україна);
- Юрій Яковенко[15] (Україна);
- Теодор Кучар[1] (США);
- Сергій Скрипка[10] (Росія);
- Вірко Балей[16] (США);
- Девід Драммонд[16] (Велика Британія);
- Тімоті Рейніш[9] (Велика Британія);
- Крістофер Гейфорд[en][9] (Велика Британія);
- Буркхард Ремпе[17] (Німеччина);
- Габріель Хейне[10] (США);
- Дмитро Лісс[18] (Росія);
- Рашид Нігматуллін[10] (Росія);
- Володимир Фаншиль[19] (Австралія);
- Діонісіос Грамменос[20] (Греція).

### Солісти
- Володимир Крайнєв[10] (Росія);
- Євгенія Мірошниченко[21] (Україна);
- Максим Пастер[22] (Росія);
- Даніїл Австріх[23] (Німеччина);
- Валерій Соколов[24] (Україна);
- Томаш Слюсарчик[25] (Польща)
- Ігор Гавриш[26] (Росія);
- Ласло Феніо[27] (Угорщина);
- Олексій Стадлер[20] (Росія);
- Олексій Шадрін[14] (Україна);
- Елізабет Піткерн[en][8] (США);
- Олексій Семененко[7] (Україна);
- Богдана Півненко[28] (Україна);
- Михайло Захаров[29] (Україна).

### Сучасні композитори
- Евген Станкович[21] (Україна);
- Іван Карабиць[21] (Україна);
- Віталій Пацера[21] (Україна);
- Левко Колодуб[21] (Україна);
- Володимир Золотухін[21] (Україна);
- Віктор Мужчиль[21] (Україна);
- Віталій Губаренко[30] (Україна);
- Володимир Птушкін[21] (Україна);
- Андрій Ешпай[21](Росія);
- Карен Хачатурян[21] (Росія).

### Музиканти інших жанрів
- Гліб Самойлов и група The Matrixx (Росія)[31] (рок);
- Аркадій Шилклопер (Росія)[32] (джаз);
- Сосо Павліашвілі (Грузія, Росія)[33] (естрада);
- група ТНМК (Україна)[34] (хіп-хоп).

## Участь у фестивалях та конкурсах
Молодіжний академічний симфонічний оркестр «Слобожанський» неодноразово запрошували на музичні фестивалі до Іспанії, Італії, Данії, Німеччини, Сербії та Чорногорії.
- Міжнародний фестиваль «Музика — наш спільний дім»[35] (Харків);
- Міжнародний музичний фестиваль «Харківські асамблеї»[36] (Харків);
- Міжнародний конкурс молодих піаністів імені В. Крайнєва[37] (Харків).

## Оригінальні проекти
МАСО «Слобожанський» постійно знаходиться у творчому пошуку нових форм популяризації симфонічного мистецтва. З цією метою, оркестром реалізовано ред нетипових для симфонічних колективів проектів, серед них: концерт «IceSymphony» — де виступи професійних фігуристів проходили у супроводі симфонічного оркестру та поєднувались зі світловими інсталяціями, концерти за участі майстра пісочної анімації Дар'ї Пушанкіної, концерт «Дунаєвський. Пісня про веселий вітер», в ході якого виконання творів Ісака Дунаєвського чергується з розповідями відомого екскурсовода Максима Розенфельда про творчість композитора. Також, оркестр — незмінний учасник проекту популярної групи «Танок на майдані Конго» під назвою «Симфо Хіп-хоп».

## Репертуарна політика
Репертуарна політика оркестру націлена на максимально широке охоплення симфонічних шедеврів світової класики. Крім визнаних класичних шедеврів на концертах звучать і твори сучасних українських композиторів Віталія Губаренка, Мирослава Скорика, Євгена Станковича, Левка Колодуба, Віталій Пацера, Володимира Птушкіна та інших.

## Благодійність
З 2012 року, оркестр постійний учасник щорічного благодійного концерту «Класична феєрія». Унікальний міжнародний проект популяризує класичну музику та знайомить дітей і підлітків зі скарбами світового мистецтва — на кожному концерті 60 % місць в залі надається музично обдарованим дітям та дітям з соціально незахищених категорій населення: сиріти, діти з малозабезпечених сімей, тощо. Зібрані кошти використовуються для покупки медичного обладнання та матеріалів для дитячих лікарень та дитячих відділень в медустановах. З цією метою, щорічно, до Дня Святого Миколая, проводяться концерти класичної музики за участю всесвітньо відомих музикантів з різних країн світу.
Перший концерт відбувся 15 грудня 2012 року Органному залі Харківської філармонії.
У 2013 році після концерту «Класична Феєрія» в рамках проекту «Чиста кров» були закуплені тест-системи для перевірки донорської крові в онкологічне відділення Харківської обласної дитячої клінічної лікарні № 1.
У грудні 2015 року в концертах в Харкові і Львові взяли участь скрипалі Даніїл Австріх (Німеччина, Росія) і Євген Музикант (Україна), віолончеліст Ласло Феніо, альтист Олександр Дворніченко (Україна), кларнетист Сергій Дворніченко (США), диригент Кирило Карабиць (Україна). Гроші, виручені від продажу квитків пішли на закупівлю високотехнологічних витратних операційних матеріалів для Інституту загальної та невідкладної хірургії ім. В. Т. Зайцева (Харків) та Обласної клінічної лікарні (Львів).
У 2016 році в благодійному концерті «Класична Феєрія 2016», який відбувся 24 грудня 2016 року в Харківському національному академічному театрі опери та балету імені М. В. Лисенка взяли участь Молодіжний академічний симфонічний оркестр «Слобожанський» і музиканти з різних країн: український оперний співак Олександр Цимбалюк, а також Даніїл Австріх, Ласло Феніо, Сергій Дворніченко і Олександр Дворніченко, а диригував оркестром Володимир Фаншіль (Австралія). За підсумками благодійного концерту, в Харківську обласну клінічну лікарню було придбано електронейроміограф.
У 2017 в концерті взяли участь диригент Теодор Кучар (США), один з кращих віолончелістів світу Ласзло Феньйо (Німеччина), скрипаль і викладач Вищої школи музики в Кельні Даніїл Австріх (Німеччина), творець проекту «Класична феєрія» альтист Олександр Дворніченко (Україна), кларнетист Сергій Дворніченко (США). Валторніст Аркадій Шилклопер (Німеччина) привіз до Харкова альпійський ріг. Зібрані кошти пішли на покупку устаткування для дитячої операційної Харківського обласного клінічного центру урології і нефрології ім. В. І. Шаповала.

На концерті, що пройшов у грудні 2018 року, Молодіжним оркестром диригував Юрій Яковенко, А місце Аркадія Шилклопера серед солістів зайняв вірменський музикант-мультиінструменталіст Арутюн Чколян. На зібрані кошти, для дітей з вадами зору з навчально-виховного комплексу імені В. Г. Короленка, був придбаний принтер, що друкує шрифтом Брайля.